# Piasty Małe
Piasty Małe (deutsch Klein Peisten) ist ein Dorf in der polnischen Woiwodschaft Ermland-Masuren. Es gehört zur Landgemeinde Górowo Iławeckie (Landsberg) im Powiat Bartoszycki (Kreis Bartenstein) – bis 1945 zum Kreis Preußisch Eylau in Ostpreußen.

## Geographische Lage
Piasty Małe liegt im Nordwesten der Woiwodschaft Ermland-Masuren, 14 Kilometer südwestlich der ehemaligen und heute auf russischem Territorium gelegenen Kreisstadt Preußisch Eylau (russisch Bagrationowsk) bzw. 19 Kilometer westlich der jetzigen Kreismetropole Bartoszyce (deutsch Bartenstein).

## Geschichte
Als großes Gut wurde das seinerzeitige Cleyne Paistio 1414 gegründet. Nach 1414 hieß der Ort Klein Pehesten, um 1785 Klein Pehsten und um 1804Klein Peisten und war ein Vorwerk zum Gut Groß Peisten (polnisch Piasty Wielkie).
Um 1490 erwarb Paul Pregel, Herr auf Groß Peisten, auch Klein Peisten. Über 300 Jahre gehörte Klein Peisten als Vorwerk zu Groß Peisten. Um 1763 wurde Gottfried Ernst von Gottberg Besitzer Klein Peistens, zu Ende des 18. Jahrhunderts gehörte das Gut der Familie von Kreytzen. 1785 und auch noch 1820 zählte Klein Peisten drei Feuerstellen.
Mitte des 19. Jahrhunderts gehören die Güter Groß~ und Klein Peisten zur großen Zahl von Landgütern des „Eisenbahnkönigs“ Bethel Henry Strousberg. Um 1875 wurde Klein Peisten wieder ein selbständiges Gut. Wenig später wurde vermutlich das Herrenhaus errichtet. Das architektonisch bemerkenswerte Haus lag auf einem Hügel, von dem aus man einen weiten Blick über das Land hatte. 1879 gehörten zum Gut 352 Hektar Land, später noch kam eine Kalksandstein-Ziegelei dazu.
Um 1895 war Hugo Friedrich Wilhelm Gamp Besitzer auf Klein Peisten, danach übernahm es sein Sohn.
Am 2. Juni 1909 wurde aus dem Vorwerk Klein Peisten der Gutsbezirk Klein Peisten gebildet und zeitgleich dem vorhandenen Amtsbezirk Groß Peisten im ostpreußischen Kreis Preußisch Eylau, Regierungsbezirk Königsberg, zugeordnet. 1910 zählte Klein Peisten 72 Einwohner.
Im Juli 1923 erwarb Wilhelm Strüvy, Besitzer aus Groß Peisten, das Gut Klein Peisten. Er war sein letzter Gutsbesitzer.
Am 30. September 1928 schloss sich der Gutsbezirk Klein Peisten mit dem Gutsbezirk Groß Peisten zur neuen Landgemeinde Peisten zusammen. Das Gut Klein Peisten war im Jahre 1932 292 Hektar groß, davon waren 131 ha Acker, 117 ha Wiesen und Weiden, 40 ha Forsten, 2 ha Wasser und 2 ha Wege und Hof. Die Viehhaltung umfasste 22 Pferde, 118 Rinder, 52 Kühe und 120 Schweine.
Nach dem Einmarsch der Russen 1945 stand das Gutshaus wohl noch lange möbliert da, bis es nach und nach fremde Abnehmer fand. Nach 1946 erst soll Klein Peisten bei Auseinandersetzungen zwischen russischen und polnischen Soldaten zerstört worden sein. Von den Gutsgebäuden finden sich keine Reste mehr, Park und Teiche sind ebenfalls nicht mehr erkennbar. Klein Peisten erhielt die polnische Namensform „Piasty Małe“ und ist heute eine Ortschaft innerhalb der Gmina Górowo Iławeckie (Landsberg) im Powiat Bartoszycki (Kreis Bartenstein), von 1975 bis 1998 der Woiwodschaft Olsztyn, seither der Woiwodschaft Ermland-Masuren zugehörig.

## Religion
Bis 1945 gehörte Klein Peisten zum Kirchspiel der evangelischen Kirche Eichhorn (polnisch Wiewiórki) in der Kirchenprovinz Ostpreußen der Kirche der Altpreußischen Union. Heute ist es in die römisch-katholische Kirche in Górowo Iławeckie (Landsberg) im Erzbistum Ermland eingepfarrt.

## Verkehr
Piasty Małe liegt nördlich der Woiwodschaftsstraße 512 und ist über den Abzweig Piasty Wielkie direkt zu erreichen. Ein Bahnanschluss besteht nicht mehr, seit die nächste Bahnstation Landsberg resp. Górowo Iławeckie vom Netz genommen wurde.

## Persönlichkeit
- Wilhelm Strüvy (1866–1962), deutscher Offizier, Landwirt und Agrarpolitiker, letzter Gutsbesitzer auf Klein Peisten